# Sifaniha
Sifaniha is een bestuurslaag in het regentschap Timor Tengah Utara van de provincie Oost-Nusa Tenggara, Indonesië. Sifaniha telt 877 inwoners (volkstelling 2010).